# 可变汇编语言
可变汇编语言（Variable Assembly Language, VAL）是一個設計給George Devol工業機器人用的電腦控制系統及程式語言。VAL機器人語言是會被永久地儲存於系統內，這包括了個體應用軟體的導向。VAL能從容熟諳人類語法，它使用了明瞭，簡潔的自我學習機能，所有對機器人的命令或通話都由簡明的單字與數字序列組成。VAL的連續軌道計算程式允許機器人在有效發揮記憶體資源下，實時移動複雜的路線、在線接受操作者的程式上的指揮及其修改。